# Любомирка (Чечельницкий район)
Любоми́рка (укр. Любоми́рка) — село на Украине, находится в Чечельницком районе Винницкой области.
Население по переписи 2001 года составляет 971 человек. Почтовый индекс — 24833. Телефонный код — 4351.
Занимает площадь 3,8 км².

## Адрес местного совета
24833, Винницкая область, Чечельницкий р-н, c. Любомирка, ул. Кирова, 1

## Известные уроженцы
Васи́лий Тимофе́евич Ку́рка (Ва́ся Ку́рка) (31 мая 1925 — 13 января 1945) — юный воин, доброволец, снайпер, командир взвода, в период Великой Отечественной войны уничтоживший 179 солдат и офицеров противника. Награжден орденами Боевого Красного Знамени и Красной Звезды, именным оружием (снайперская винтовка).